# Catherine Deneuve

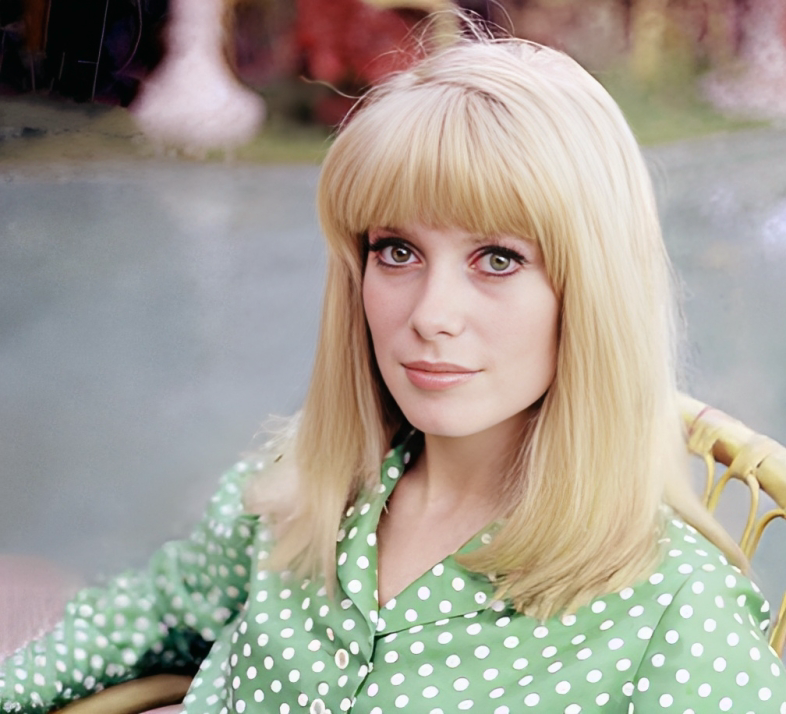
Deneuve in 1974

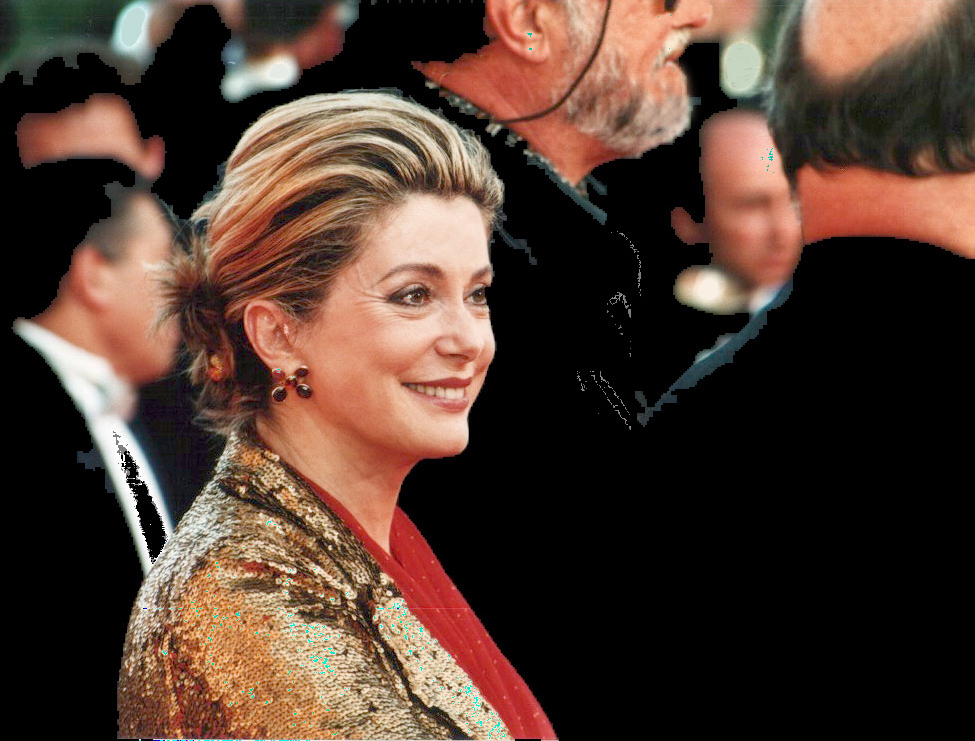
Catherine Deneuve in Cannes (2000)

Catherine Deneuve (Parijs, 22 oktober 1943) is de artiestennaam van Catherine Dorléac, een Franse actrice. Zij is de zus van Françoise Dorléac. Hun ouders Maurice Dorléac en Renée Simonot (echte naam: Renée Deneuve) waren eveneens acteurs.
Deneuve debuteerde op haar dertiende (in 1956) op het witte doek (in Les Collégiennes). Hierbij nam ze de geboortenaam van haar moeder aan. Ze kreeg pas enige bekendheid in 1964, met haar rol in Les Parapluies de Cherbourg (Grand Prix van het filmfestival van Cannes). Vanaf dat moment heeft ze zich ontwikkeld tot een van de belangrijkste vrouwen op het Franse doek en een van de topsterren van de internationale filmscène in de late jaren zestig.
Deneuve is niet alleen als actrice actief; ze is ook zakenvrouw van haar eigen productiemaatschappij (1971 - Les Films de la Citrouille) en model (in de jaren tachtig was ze het gezicht voor de parfums van Chanel) en heeft sinds 1986 haar eigen parfum.
Uit een relatie met de Franse regisseur Roger Vadim kreeg ze een zoon, Christian Vadim (1963) en was nadien een tijd getrouwd met de Britse fotograaf David Bailey. Uit een relatie met de Italiaanse acteur Marcello Mastroianni kreeg ze een dochter, Chiara Mastroianni (1972).
Haar kleinzoon Igor Divetain, zoon van Christian Vadim, is actief in de modewereld.
In 1985 stond zij model voor Marianne, het nationale symbool van Frankrijk.

## Prijzen
- 1981: César voor de beste actrice in Le Dernier Métro
- 1993: César voor de beste actrice in Indochine
- 1998: Coupe Volpi op het Filmfestival van Venetië voor de beste actrice in Place Vendôme
- 2002: Zilveren Beer op het Filmfestival van Berlijn voor de beste individuele artistieke contributie, toegekend aan de 8 actrices in 8 femmes
- 2012: Stanislavsky-prijs op het Internationaal filmfestival van Moskou voor haar acteerkwaliteiten

## Films
Een overzicht:
- 1956: Les Collégiennes van André Hunebelle
- 1959: Les Petits Chats van Jacques R. Villa
- 1960: Les Portes claquent van Jacques Poitrenaud en Michel Fernaud
- 1960: L'Homme à femmes van Jacques-Gérard Cornu
- 1961: Les Parisiennes van Marc Allégret
- 1962: Et Satan conduit le bal van Grisha M. Dabat
- 1962: Le Vice et la vertu van Roger Vadim
- 1963: Vacances portugaises van Pierre Kast
- 1963: Les Plus Belles Escroqueries du monde (sketchfilm: episode L'Homme qui vendit la tour Eiffel van Claude Chabrol)
- 1964: Les Parapluies de Cherbourg van Jacques Demy
- 1964: La Chasse à l'homme van Edouard Molinaro
- 1964: Un monsieur de compagnie van Philippe de Broca
- 1964: Avec amour et avec rage van Pasquale Festa Campanile
- 1965: Le Chant du monde van Marcel Camus
- 1965: Repulsion van Roman Polanski
- 1965: La Vie de château van Jean-Paul Rappeneau
- 1965: Das Liebeskarussel van Rolf Thiele
- 1966: Les Créatures van Agnès Varda
- 1967: Belle de Jour van Luis Buñuel
- 1967: Les Demoiselles de Rochefort van Jacques Demy
- 1967: Benjamin ou les Mémoires d'un puceau van Michel Deville
- 1967: Manon 70 van Jean Aurel
- 1968: La Chamade van Alain Cavalier
- 1968: Mayerling van Terence Young
- 1969: La Sirène du Mississipi van François Truffaut
- 1969: The April Fools van Stuart Rosenberg
- 1970: Tristana van Luis Buñuel
- 1970: Peau d'âne van Jacques Demy
- 1971: Ça n'arrive qu'aux autres van Nadine Trintignant
- 1971: Liza van Marco Ferreri
- 1972: Un flic van Jean-Pierre Melville
- 1972: L'Événement le plus important depuis que l'homme a marché sur la Lune van Jacques Demy
- 1974: Touche pas à la femme blanche! van Marco Ferreri
- 1974: Fatti di gente perbene (La Grande Bourgeoise) van Mauro Bolognini
- 1974: Zig-Zig van Laszlo Szabo
- 1974: La Femme aux bottes rouges van Juan Luis Buñuel
- 1974: L'Agression van Gérard Pirès
- 1975: Hustle van Robert Aldrich
- 1975: Le Sauvage van Jean-Paul Rappeneau
- 1976: Si c'était à refaire van Claude Lelouch
- 1976: Anima persa (Âmes perdues) van Dino Risi
- 1977: March or Die van Dick Richards
- 1978: L'Argent des autres van Christian de Chalonge
- 1978: Écoute voir... van Hugo Santiago
- 1978: Ils sont grands ces petits van Joël Santoni
- 1979: À nous deux van Claude Lelouch
- 1979: Courage fuyons van Yves Robert
- 1980: Le Dernier Métro van François Truffaut[3]
- 1980: Je vous aime van Claude Berri
- 1981: Le Choix des armes van Alain Corneau
- 1981: Hôtel des Amériques van André Téchiné
- 1982: Le Choc van Robin Davis
- 1983: L'Africain van Philippe de Broca.
- 1983: The Hunger (Les Prédateurs), met Susan Sarandon en David Bowie, van Tony Scott
- 1983: Le Bon Plaisir van Francis Girod
- 1984: Fort Saganne van Alain Corneau
- 1984: Paroles et musique van Elie Chouraqui
- 1985: Speriamo che sia femmina (Pourvu que ce soit une fille) van Mario Monicelli
- 1986: Le Lieu du crime van André Téchiné
- 1987: Agent trouble van Jean-Pierre Mocky
- 1987: Drôle d'endroit pour une rencontre van François Dupeyron
- 1988: Fréquence meurtre van Elisabeth Rappeneau
- 1991: La Reine blanche van Jean-Loup Hubert
- 1992: Indochine van Régis Wargnier, nominatie voor de Oscar "Beste Actrice", de film haalt de Oscar "Beste buitenlandse productie"
- 1993: Ma saison préférée van André Téchiné
- 1995: Les Cent et Une Nuits de Simon Cinéma van Agnès Varda
- 1995: O Convento (Le Couvent) van Manoel de Oliveira
- 1996: Court toujours: L'inconnu van Ismaël Ferroukhi
- 1996: Généalogies d'un crime van Raoul Ruiz
- 1996: Les Voleurs van André Téchiné
- 1998: Place Vendôme van Nicole Garcia
- 1999: Pola X van Leos Carax
- 1999: Belle Maman van Gabriel Aghion
- 1999: Le Vent de la nuit van Philippe Garrel
- 1999: Est-ouest van Régis Wargnier
- 1999: Le temps retrouvé van Raoul Ruiz
- 2000: Dancer in the Dark van Lars von Trier[4]
- 2001: 8 femmes van François Ozon
- 2001: D'Artagnan van Peter Hyams (televisieserie)
- 2001: Le petit poucet van Olivier Dahan
- 2001: Je rentre à la maison (Vou para Casa) van Manoel de Oliveira
- 2002: Au plus près du paradis van Tonie Marshall
- 2003: Princesse Marie van Benoît Jacquot
- 2003: Um Filme Falado (Un film parlé) van Manoel de Oliveira
- 2004: Les Temps qui changent van André Téchiné
- 2004: Rois et reine van Arnaud Desplechin
- 2005: Palais Royal ! van Valérie Lemercier.
- 2006: Le concile de Pierre van Guillaume Nicloux
- 2006: Le Héros de la famille van Thierry Klifa
- 2007: Après lui van Gaël Morel
- 2008: Un conte de Noël van Arnaud Desplechin
- 2008: Je veux voir van Joana Hadjithomas
- 2008: Mes Stars et moi van Laetitia Colombani
- 2009: La fille du RER van André Téchiné
- 2010: Potiche van François Ozon
- 2011: Les Bien-Aimés van Christophe Honoré
- 2012: Asterix & Obelix: On Her Majesty's Service van Laurent Tirard
- 2012: Les Lignes de Wellington van Raoul Ruiz en Valeria Sarmiento
- 2012: Dieu aime le caviar van Yannis Smaragdis
- 2013: Elle s'en va van Emmanuelle Bercot
- 2014: 3 cœurs van Benoît Jacquot
- 2014: Dans la cour van Pierre Salvadori
- 2014: L'homme qu'on aimait trop van André Téchiné
- 2015: La Tête haute van Emmanuelle Bercot
- 2015: Le Tout Nouveau Testament van Jaco Van Dormael
- 2016: Le Cancre van Paul Vecchiali
- 2017: Sage Femme van Martin Provost
- 2018: La Dernière Folie de Claire Darling van Julie Bertuccelli
- 2019: L'Adieu à la nuit van André Téchiné
- 2019: Fête de famille van Cédric Kahn
- 2019: La Vérité van Hirokazu Kore-eda
- 2021: De son vivant van Emmanuelle Bercot
- 2022: Habib, la grande aventure van Benoît Mariage
- 2023: Bernadette van Léa Domenach
- 2024: Marcello Mio van Christophe Honore